# فرني لوفت كاميرون

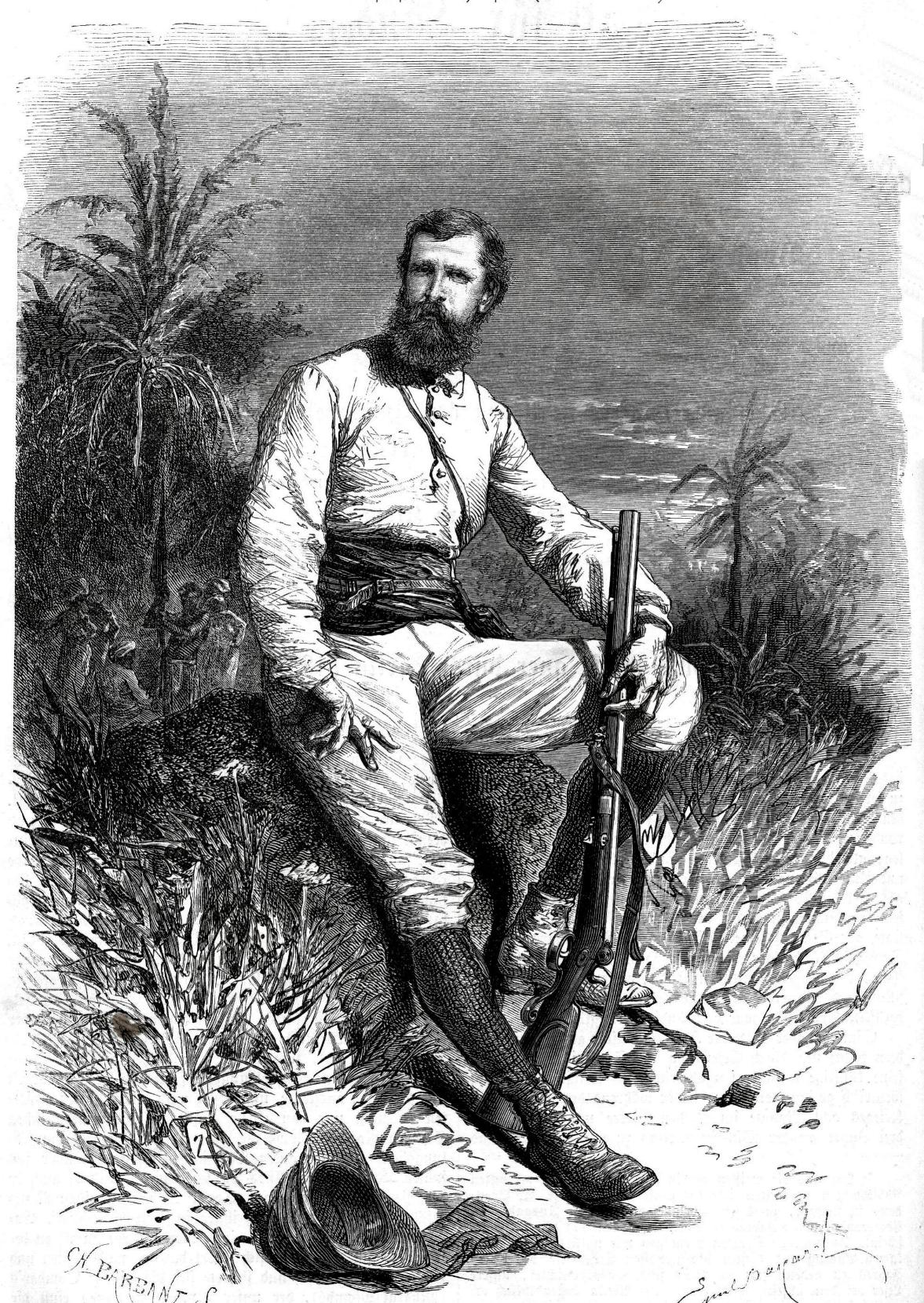
فرني لوفت كاميرون.

ڤرني لوڤت كاميرون (بالإنجليزية: Verney Lovett Cameron)‏ (1260 - 1311 هـ / 1844 - 1894 م) هو رحالة بريطاني.
أرسلته الجمعية الجغرافية بلندن لإنقاذ لفنجستون ، لكنه توفي قبل وصوله. كان أول أوروبي يعبر أفريقيا الأستوائية ، وقد وصف رحلته في كتابه «عبر أفريقيا» 1877 م. وفي 1882 م ارتاد ساحل الذهب مع سير رتشارد بيرتن، واشترك معه في وضع كتاب «إلى ساحل الذهب من أجل الذهب» 1883 م.